# De Dommel
Waterschap De Dommel is een van de 21 waterschappen in Nederland en een van de vier waterschappen in Noord-Brabant.

## Geschiedenis
Waterschap De Dommel werd in 1863 opgericht door de provincie Noord-Brabant. Het oorspronkelijke doel ervan was om overstromingen tegen te gaan. Het beheersgebied werd door fusies geleidelijk vergroot. Bij de grote fusie van 2004 werd het aantal waterschappen in Noord-Brabant teruggebracht van negen naar drie. Het Hoogheemraadschap Alm en Biesbosch is in 2005 opgegaan het Gelders-Brabants-Zuid-Hollandse Waterschap Rivierenland. Waterschap De Dommel is buiten deze fusie gebleven aangezien het bij eerdere fusies al een aanzienlijke omvang had gekregen.
Deze fusies betroffen die met Waterschap De Beneden Dommel in 1974, een waterschap dat in 1960 is ontstaan door samenvoeging van De Oude Sint-Michielsgestelse Polder, De Nieuwe Sint-Michielsgestelse Polder, De Binnenpolder van Den Dungen, De Mudakker en de Plijnse Polder. Tevens werden de polders Het Moerschot, Theereheide en Herlaar bij het waterschap gevoegd, alsmede de Polder van Vught die in 1935 was ontstaan door samenvoeging van De Vughtse Akkers, de Dorpspolder van Vught, en de Polder van Bergenshuizen.
In 1992 werd bovendien Waterschap De Zandleij toegevoegd waarmee het waterschap de huidige omvang kreeg.

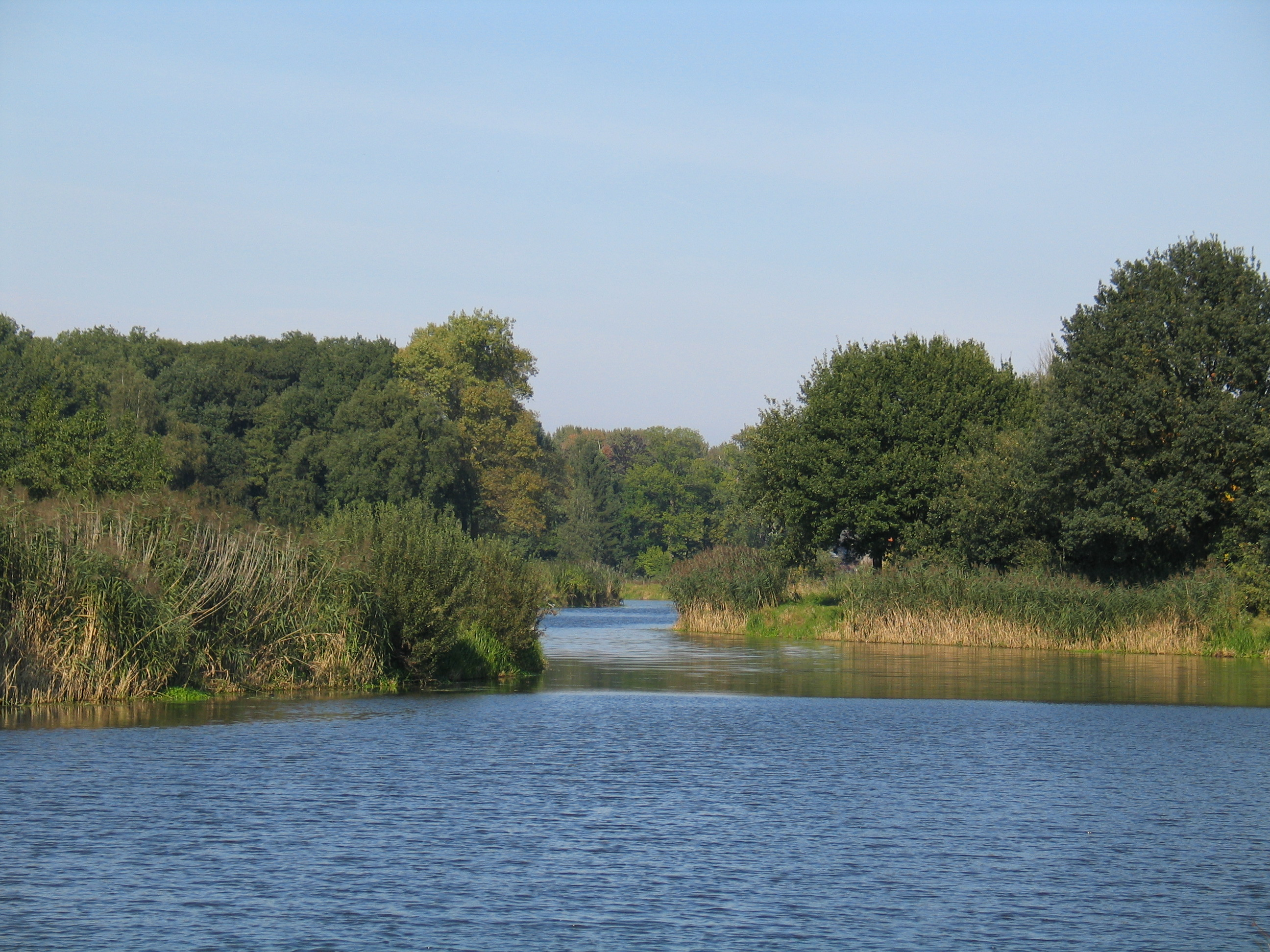
De Dommel
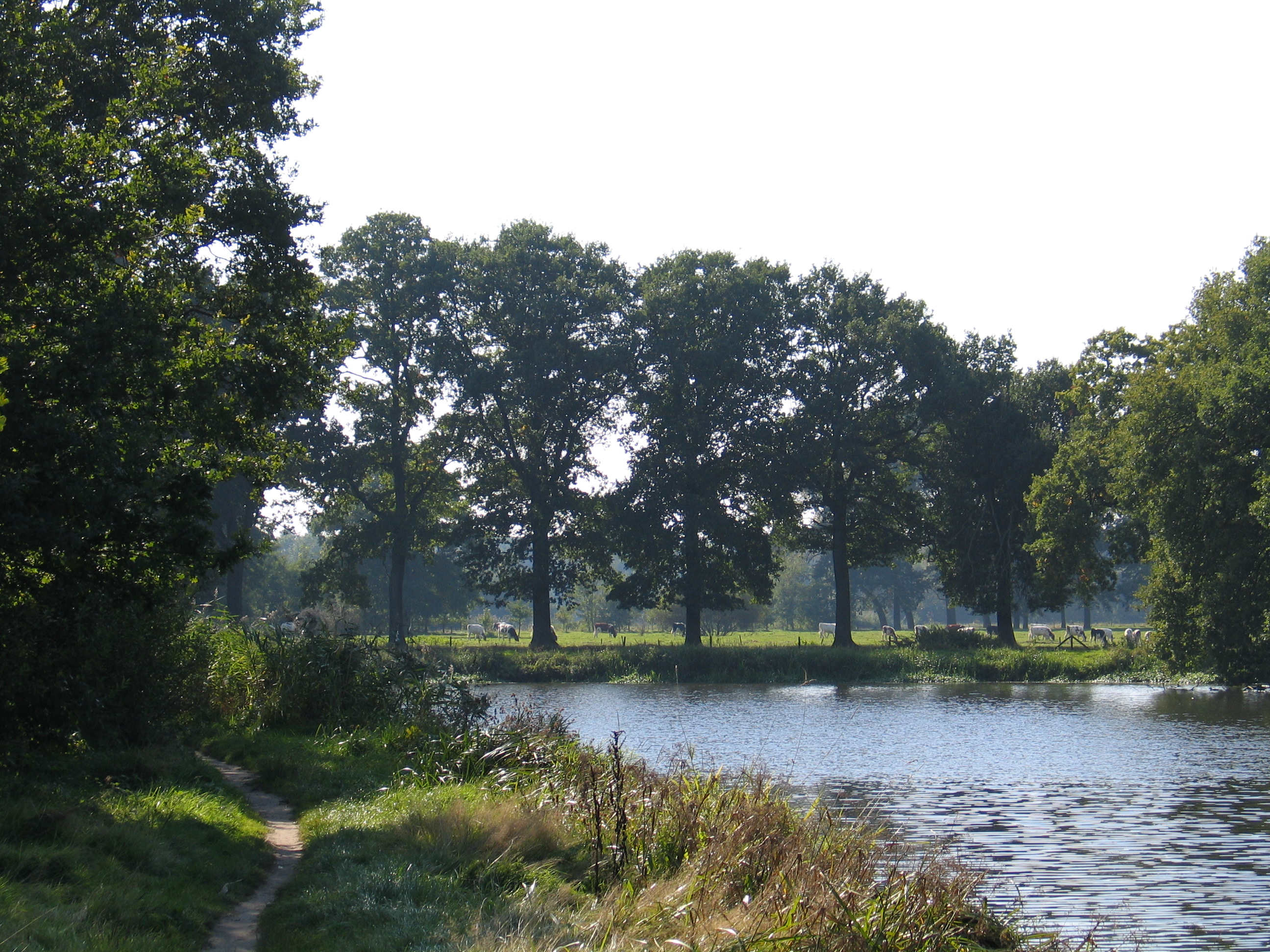
De Dommel bij Gemonde
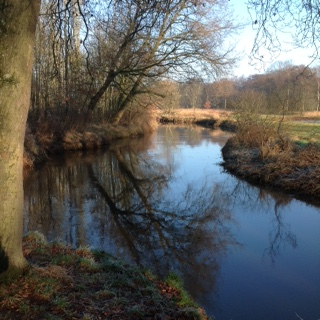
De Dommel bij Waalre

## Werkgebied
Het werkgebied van het waterschap omvat het stroomgebied van de Dommel op Nederlands grondgebied, ongeveer tot het punt waar deze rivier samen met de Aa in de Dieze uitmondt. Bovendien omvat het gebied nog het stroomgebied van de Zandleij, die in het Afwateringskanaal 's-Hertogenbosch-Drongelen uitmondt. Het werkgebied is 1510 km² groot en er wonen ongeveer 890.000 mensen.
In het zuiden wordt het gebied onder meer begrensd door Watering De Dommelvallei. Een watering is het Belgische equivalent van een waterschap. In het noorden en oosten wordt het gebied begrensd door Waterschap Aa en Maas, en in het westen door Waterschap Brabantse Delta.
Het gebied omvat de steden Tilburg (gedeeltelijk) en Eindhoven en het is onderverdeeld in drie zogeheten stroomgebieden: het stroomgebied Boven Dommel, het stroomgebied Beerze en Reusel en het stroomgebied Beneden Dommel en Zandleij. Het hoofdkantoor is het Waterschapshuis in Boxtel.

## Enkele gegevens
Bij Waterschap De Dommel werken 450 mensen. Het heeft acht rioolwaterzuiveringsinstallaties (RWZI's) in beheer, waarvan de grootste zich te Eindhoven bevindt. Andere RWZI's zijn te vinden in Boxtel, Tilburg, Hapert, Biest-Houtakker, Haaren, Sint-Oedenrode en Soerendonk. In Mierlo bevindt zich een ontwatering voor rioolwaterzuiveringsslib.
Het waterschap heeft 30.000 km watergangen in beheer, waarvan 85 km door de Dommel wordt ingenomen.

## RWZI Eindhoven
Tot 1950 loosden de stad Eindhoven en de omliggende gemeenten hun rioolwater ongezuiverd in de Dommel. Teneinde deze ongewenste situatie, vooral vanuit oogpunt van bestrijding van ziekteverwekkers, te verbeteren werd een transportleiding aangelegd die de rioolstelsels van Eindhoven, Veldhoven, Geldrop, Heeze, Leende, Mierlo en Nuenen met elkaar verbond. Deze werd in 1963 op de toen geopende rioolwaterzuiveringsinstallatie aangesloten. In de jaren 70 van de 20e eeuw kwamen Valkenswaard, Bergeijk, Luyksgestel, Westerhoven, Riethoven, Eersel, Knegsel, Steensel, Waalre, Aalst en Oerle daarbij, nog later gevolgd door Son, Borkel en Schaft, Weebosch, Nederwetten, Gerwen en Duizel.
In 1990 werden zeer grote aluminium koepels geplaatst boven de voorbezinktanks, waardoor de stank werd verminderd. In 1998 werd een omvangrijk investeringsprogramma gestart om aan de strengere normen op het gebied van denitrificatie en defosfatering te voldoen. Dit programma werd in 2006 afgesloten.
De zuiveringscapaciteit bedraagt 680.000 vervuilingseenheden. Dat is even veel als die van de andere RWZI's van het waterschap bij elkaar.
Per jaar wordt 650.000 m3 slib geproduceerd, overeenkomend met 14.000 ton droge stof. Het slib gaat met een pijpleiding naar de slibontwatering te Mierlo. Het ontwaterde slib gaat daarna per vrachtwagen naar rwzi Tilburg voor vergisting en opnieuw ontwatering, en vervolgens naar de verwerking, de slibverbrander te Moerdijk, waarna slechts een kleine hoeveelheid as overblijft.

## Bestuur
Het algemeen bestuur van waterschap De Dommel bestaat uit dertig algemeen bestuursleden. Hiervan worden er zesentwintig gekozen tijdens de vierjaarlijkse waterschapsverkiezingen, die samenvalt met de verkiezingen voor de provincie. De overige vier zetels zijn geborgd en worden ingevuld door natuurterreinen (via VBNE: twee zetels) en ongebouwd (via LTO: twee zetels). Vanuit het algemeen bestuur wordt een dagelijks bestuur benoemd welke zich bezig houdt met de dagelijkse gang van zaken.
Tot 2023 werden drieëntwintig zetels gekozen en waren er zeven geborgde zetels, waarvan eveneens twee voor natuurterreinen, niet twee maar drie voor ongebouwd en twee voor bedrijven (via KvK).
De laatste waterschapsverkiezing was op 15 maart 2023. De opkomst in het gebied van De Dommel bedroeg 48,9% Een overzicht van de zetelverdeling in het algemeen bestuur sinds 2008:
| Partij                | 2008 | 2015 | 2019 | 2023 |
| --------------------- | ---- | ---- | ---- | ---- |
| Water Natuurlijk      | 6    | 6    | 8    | 7    |
| VVD                   | 2    | 4    | 4    | 4    |
| CDA                   | 5    | 5    | 4    | 2    |
| PvdA                  | 3    | 4    | 3    | 3    |
| 50PLUS                | -    | 2    | 2    | 1    |
| Werken aan Water      | 3    | 1    | 1    | 1    |
| AWP                   | 2    | 1    | 1    | 1    |
| Tilburgse volkspartij | 1    | -    | -    | -    |
| Partij voor de Dieren | -    | -    | -    | 3    |
| BBB                   | -    | -    | -    | 4    |
| geborgde zetels       |      |      |      |      |
| natuurterreinen       | 2    | 2    | 2    | 2    |
| ongebouwd             | 3    | 3    | 3    | 2    |
| bedrijven             | 2    | 2    | 2    | -    |
| Totaal                | 30   | 30   | 30   | 30   |